# Верра, Франц фон
Франц Ксавер фон Верра (нем. Franz Xaver Baron von Werra; 13 июля 1914 Лойк, кантон Вале, Швейцария — 25 октября 1941, близ Флиссингена, Нидерланды) — немецкий лётчик-истребитель, участник Второй мировой войны, кавалер Рыцарского креста. Знаменит своим успешным побегом из канадского плена в 1941 году.

## Биография
Франц фон Верра родился седьмым ребёнком (из восьми) в обедневшей швейцарской дворянской семье. В возрасте 15 месяцев был принят приёмным сыном в бездетную семью прусского майора К. Освальда; детство его прошло на вилле в Бойроне. В 1925 эта семья переехала в Кёльн, но в 1932 разорилась, и приёмные родители расстались.
Франц фон Верра пытался через Гамбург попасть в Америку, но из этого ничего не вышло. Когда он узнал, что был усыновлён в младенчестве, в 18 лет снова принял данное ему при рождении имя. Он бросил гимназию и с лета 1933 посещал спортивную школу СА в Хамме. В 1934 получил письменные доказательства своего происхождения и подробности о своей биологической семье.

### Военная служба
Франц фон Верра окончил лётную школу под Берлином. В 1936 ему присвоено звание лейтенант авиации. В качестве талисмана имел живого львёнка. С началом войны он служил в составе 3-й истребительной эскадры на самолётах Messerschmitt Bf.109 в Польше, с весны 1940 — во Франции. Присвоено звание оберлейтенанта, назначен адъютантом 2-й группы эскадры.
5 сентября 1940 в воздушном бою над Англией был сбит и совершил вынужденную посадку близ Винчет Хилл в графстве Кент, к югу от Лондона, где его взяли в плен. Предпринял несколько дерзких попыток к побегу, одна из которых освещалась в британской прессе.
В тот раз, бежав из лагеря, он заявился на один из близлежащих аэродромов и, представившись голландским лётчиком, совершившим вынужденную посадку, потребовал самолёт якобы для того, чтобы долететь до своей части. Пока аэродромное командование искало возможности помочь «голландцу», фон Верра проследовал на поле, залез в кабину Харрикейна, но потерял время, разбираясь в управлении незнакомого самолёта.
Из-за неоднократных попыток побега фон Верра перевели из Англии в канадский лагерь, где побег наконец-то удался. Во время этапирования из Галифакса к месту заключения ему удалось незаметно для охраны на ходу спрыгнуть с поезда. Выдавая себя за голландского моряка, едущего к родственникам, он добрался автостопом до американской границы, перешёл её в районе Огденсберга и сдался властям. США ещё не были в состоянии войны с Германией, и беглеца передали германскому консульству.
Через Южную Америку, Африку, Испанию и Италию к апрелю 1941 он вернулся в Германию, снова вступил в строй и в составе 53-й истребительной эскадры «Пиковый туз» принял участие во вторжении в Советский Союз. В июле 1941 года был назначен командиром 1-й группы эскадры. Присвоено звание гауптмана.
20 октября 1941 года 1-ю группу эскадры перевели во Флиссинген (Нидерланды) для отдыха и тренировок. Во время учебного полёта над Северным морем 25 октября 1941 года двигатель его Messerschmitt Bf.109F-4 (wnr.7285) остановился, машина врезалась в воду и затонула, пилота так и не нашли.

## Награды
- Рыцарский крест Железного креста (14 декабря 1940);
- Железный крест 1 класса (1940);
- Железный крест 2 класса (1940).

## В культуре
- Вернувшись из плена в Германию, Франца фон Верра написал книгу о своем опыте под названием «Meine Flucht aus England» («Мой побег из Англии»), но она так и осталась неопубликованной[1].
- В 1957 году в Великобритании был снят художественный фильм «Один, который убежал» (по англ. «The One That Got Away») о нахождении Франца фон Верра в английском и канадском плену и многочисленных попытках его побега, с Харди Крюгером в роли Франца фон Верра. В основу фильма легла книга Кендалла Берта и Джеймса Лизора, опубликованная в 1956 году. В 2000-х годах вышел документальный фильм «Фон Верра» (с отрывками из художественного фильма «Один, который убежал»).